# 400-річний дуб
400-річний дуб — ботанічна пам'ятка природи місцевого значення. Об'єкт розташований на території Рокитнянської селищної громади Білоцерківського району Київської області, на північ від села Пугачівка.
Площа — 0,01 га, статус отриманий у 2020 році. Перебуває у віданні ДП «Білоцерківське лісове господарство» (Сухоліське лісництво, квартал 18 виділ 5).
Статус присвоєно для збереження унікального екземпляра дуба черешчатого віком 400 років. Обхват дерева 5,8 м. Дерево має велику естетичну та екологічну цінність.